# Chiropodomys calamianensis
Chiropodomys calamianensis és una espècie de mamífer rosegador de la família dels múrids. És endèmica de la regió faunística de Palawan (Filipines). Es tracta d'un animal arborícola. El seu hàbitat natural són els boscos de diferents tipus. Es desconeix si hi ha cap amenaça significativa per a la supervivència d'aquesta espècie. El seu nom específic, calamianensis, significa ‘de Calamian’ en llatí.